# 陳逸宸
陳逸宸（1986年4月8日—），為台灣的棒球選手之一，曾效力於中華職棒統一7-ELEVEn獅隊，守備位置為投手，2013年因為多次無照駕駛且肇事，屢勸不聽遭到釋出。

## 經歷
- 台東縣卑南國小少棒隊
- 台東縣卑南國中青少棒隊
- 台東縣成功商水青棒隊
- 開南大學棒球隊
- 合作金庫棒球隊（2008年）
- 中華職棒統一7-ELEVEn獅代訓球員（2009年）
- 中華職棒統一7-ELEVEn獅（2010年～2013年）
- 台北市南港高工青棒隊教練（2014年～2016年）
- 台東縣成功商水青棒隊教練（2016年～2017年）
- 中國棒球聯賽江蘇鉅馬隊教練（2019年～）

## 職棒生涯成績
| 年度   | 球隊           | 出賽 | 勝投 | 敗投 | 中繼 | 救援 | 完投 | 完封 | 四死 | 三振 | 責失 | 投球局數 | 防禦率 |
| ------ | -------------- | ---- | ---- | ---- | ---- | ---- | ---- | ---- | ---- | ---- | ---- | -------- | ------ |
| 2010年 | 統一7-ELEVEn獅 | 19   | 2    | 4    | 2    | 0    | 0    | 0    | 19   | 15   | 25   | 50.0     | 4.50   |
| 2011年 | 統一7-ELEVEn獅 | 23   | 3    | 3    | 0    | 0    | 0    | 0    | 30   | 23   | 30   | 58.1     | 4.63   |
| 2012年 | 統一7-ELEVEn獅 | 13   | 5    | 2    | 0    | 0    | 0    | 0    | 25   | 16   | 23   | 50.1     | 4.11   |
| 合計   | 3年            | 55   | 10   | 9    | 2    | 0    | 0    | 0    | 74   | 54   | 78   | 158.2    | 4.42   |

## 特殊事蹟
- 2010年3月25日，生涯初登板先發出戰兄弟象隊，拿下生涯首勝，更與前一日的新人隊友王鏡銘一起達成初登板初先發就奪勝的紀錄，成為中華職棒首次單季單隊兩位新人初登板初先發勝投。

## 外部連結
- 陳逸宸在台灣棒球維基館上的頁面（繁體中文）
- 球員資訊和成績在中華職棒官網（中文）